# Scyllis
Ne doit pas être confondu avec le sculpteur Scyllis.
Scyllis ou Skyllías, en grec ancien : Σκυλλίας est un nageur et plongeur semi-légendaire de la Grèce antique.

## Récit
L'historien Hérodote, affirme qu'en 480 avant notre ère, le célèbre plongeur et nageur Skyllías, originaire de la cité de Scione, qui travaillait pour les Perses afin de récupérer les trésors engloutis par le naufrage de leurs navires lors d'une tempête au cours de l'invasion de la Grèce, aurait décidé de rejoindre les Grecs. Il aurait alors nagé sous l'eau depuis le mouillage des Perses aux Aphètes jusqu'à l'Artémision, et aurait apporté aux Grecs des informations sur la flotte perse. Hérodote, qui doute que cet exploit ait été possible, pense qu'il aurait en réalité utilisé un navire ; il rapporte aussi que de nombreux récits, vraisemblables ou non, couraient à son sujet.
Pausanias le Périégète rapporte quant à lui quelques siècles plus tard que Scyllis, accompagné de sa fille Hydna qu'il avait entrainée à plonger comme lui, avait coupé les câbles des navires perses et enlevé leurs ancres au cours de cette tempête, provoquant leur naufrage ; pour honorer cet exploit, les Amphictyons leur avaient dédié des statues au sanctuaire de Delphes. 
L'attaque par Scyllis des câbles de la flotte perse avait été commémorée dans l'antiquité par un tableau d'un certain Androbius et par une épigramme d'Apollonidès.
Un monument moderne en son honneur est érigé à Néa Skióni.